# Phyllachora scolopiae
Phyllachora scolopiae är en svampart som beskrevs av T.S. Ramakr. & Sundaram 1953. Phyllachora scolopiae ingår i släktet Phyllachora och familjen Phyllachoraceae.   Inga underarter finns listade i Catalogue of Life.